# عثة قمم الصنوبر
عثة قمم الصنوبر (الاسم العلمي: Rhyacionia)، جنس حشرات عثية من رتبة حرشفيات الأجنحة وفصيلة فراشيات فتالة.